# Callopistria violascens
Callopistria violascens là một loài bướm đêm trong họ Noctuidae.